# Moby Grape (альбом)
Moby Grape — дебютный альбом американской рок-группы Moby Grape, записанный группой весной 1967 года с продюсером Дэвидом Робинсоном и выпущенный Columbia Records в июне 1967 года. Альбом поднялся до #24 в списке Billboard 200.

## Об альбоме
Дж. Скулатти и Д.Сэй называли альбом Moby Grape «одним из немногих шедевров психоделического рока». Дж. Феррар определил его как «первобытное звено между психоделией, кантри-роком, глэм-роком, пауэр-попом и панк-роком».
Известный рок-критик Роберт Кристгау включил Moby Grape в список сорока основных альбомов 1967 года («The 40 Essential Albums of 1967»). В 2003 году альбом вошёл на #121 в список журнала Rolling Stone «The 500 Greatest Albums of All Time». Песня Скипа Спенса «Omaha» вошла под #95 в список «100 Greatest Guitar Songs of All Time» того же издания.

## Список композиций

### Сторона А
1. «Hey Grandma» (Jerry Miller, Don Stevenson) — 2:25
2. «Mister Blues» (Bob Mosley) — 1:55
3. «Fall on You» (Peter Lewis) — 1:50
4. «8:05» (Miller, Stevenson) — 2:17
5. «Come in the Morning» (Mosley) — 2:04
6. «Omaha» (Skip Spence) — 2:19
7. «Naked, If I Want To» (Miller) — 0:51

### Сторона B
1. «Someday» (Miller, Stevenson, Spence) — 2:30
2. «Ain’t No Use» (Miller, Stevenson) — 1:33
3. «Sitting by the Window» (Lewis) — 2:38
4. «Changes» (Miller, Stevenson) — 3:13
5. «Lazy Me» (Mosley) — 1:39
6. «Indifference» (Spence) — 4:09

## 2007 CD (бонусы)
1. «Rounder» (инстр.)
2. «Looper»
3. «Indifference»
4. «Bitter Wind»
5. «Sweet Ride (Never Again)»

## Состав участников
- Peter Lewis — ритм-гитара, вокал
- Bob Mosley — бас-гитара, вокал
- Jerry Miller — гитара, вокал
- Skip Spence — ритм-гитара, вокал
- Don Stevenson — ударные

## Чарты
Альбом — Billboard 200
| Год  | Чарты      | Наивысшая позиция |
| ---- | ---------- | ----------------- |
| 1967 | Pop Albums | 24                |

Синглы — Billboard Hot 100
| Год  | Заголовок | Чарты       | Наивысшее место |
| ---- | --------- | ----------- | --------------- |
| 1967 | «Omaha»   | Pop Singles | 88              |